# Kirche Klosterlausnitz

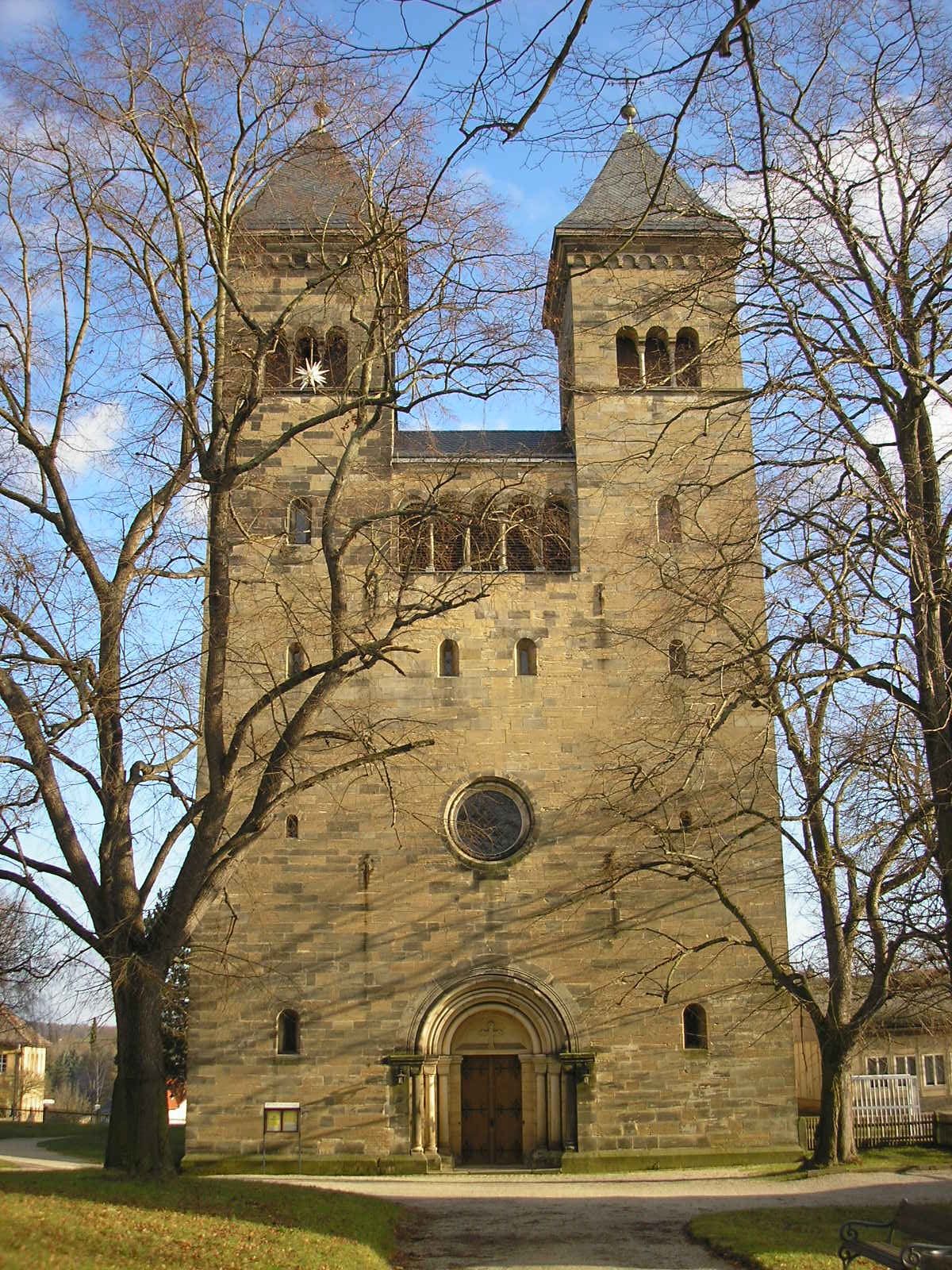
Kirche Klosterlausnitz

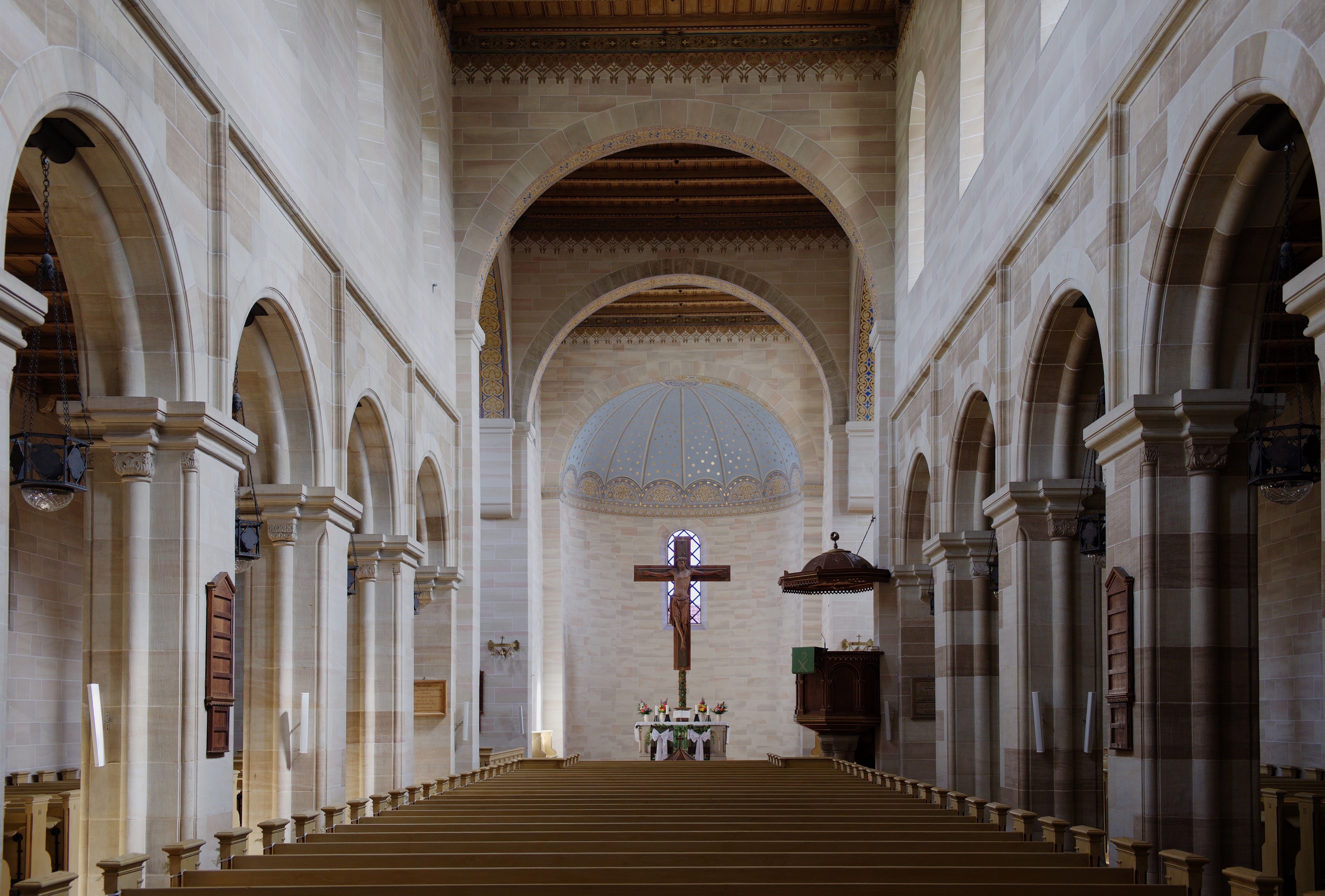
Innenansicht

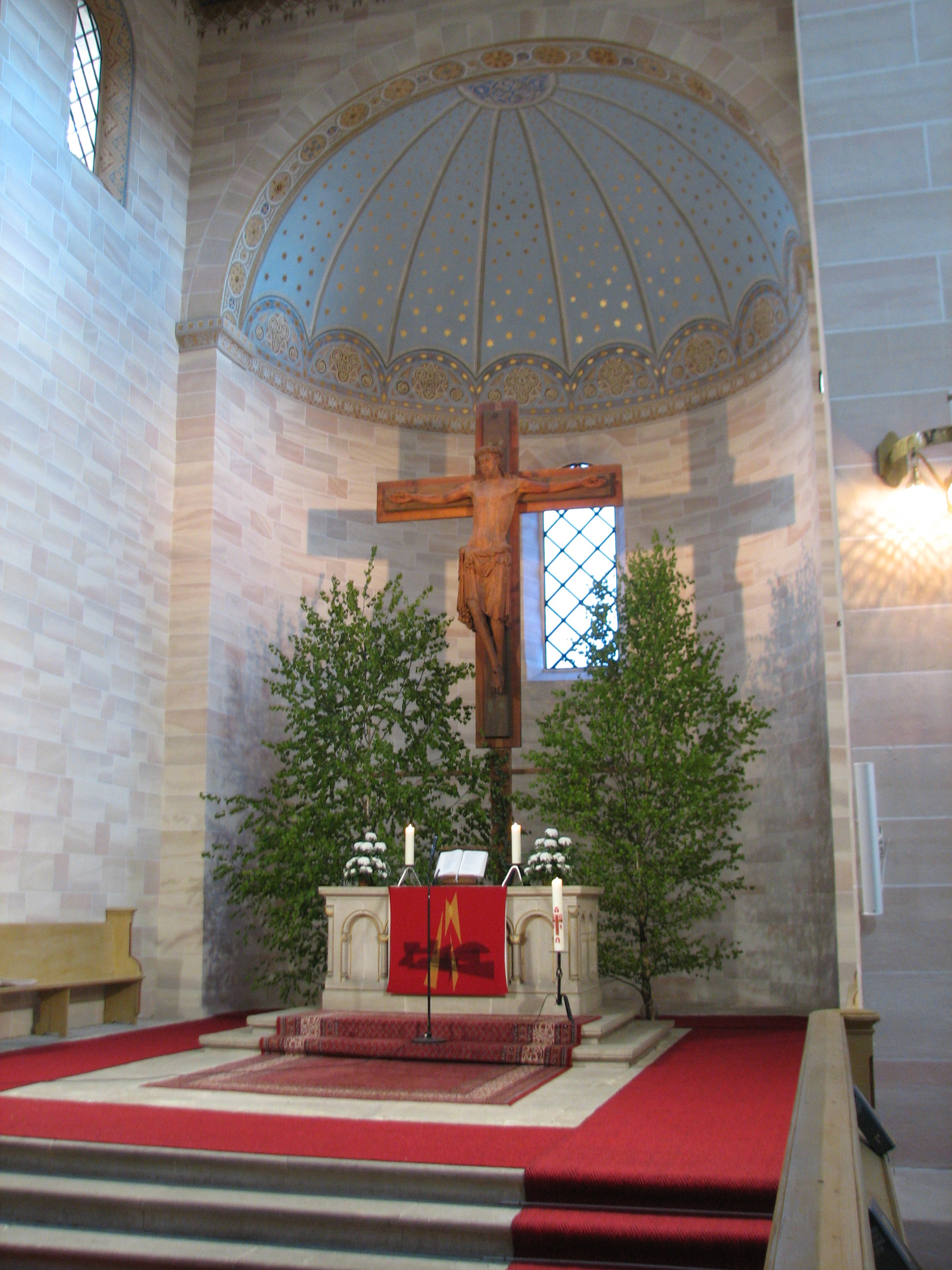
Altar mit Kruzifix und Birkenschmuck (Pfingsten 2021)

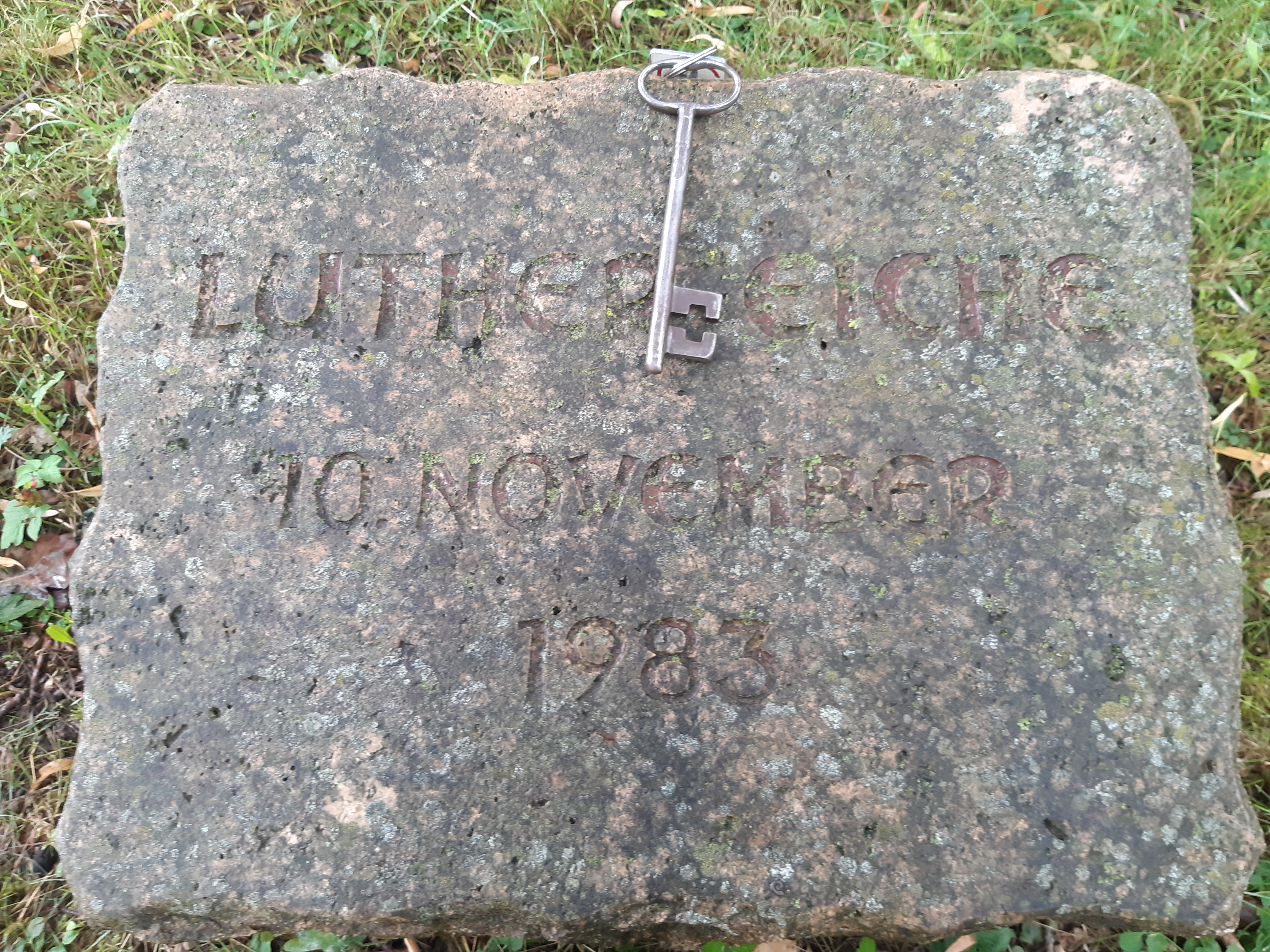
Gedenkstein von 1983 der Luther-Eiche in Bad Klosterlausnitz

Die evangelisch-lutherische Kirche Klosterlausnitz ist ein denkmalgeschütztes Kirchengebäude in Bad Klosterlausnitz, einer Gemeinde im Osten des Saale-Holzland-Kreises in Thüringen.
Das Kirchspiel Bad Klosterlausnitz mit Weißenborn gehört zum Kirchenkreis Eisenberg der Evangelischen Kirche in Mitteldeutschland.

## Geschichte
Der Ort Klosterlausnitz hat seinen Ursprung in der Gründung eines Klosters der Augustinerinnen als Holzkirche nahe der Heltzigquelle um 1132 von Cuniza, einer Witwe aus dem Adelsgeschlecht der Reginbodonen.
Am 12. Juni 1137 wurde das Kloster unter den Schutz von Papst Innozenz II. gestellt. Die Bestätigungsurkunde des Papstes ist die erste urkundliche Erwähnung des Klosters und kann als Geburtsurkunde des späteren Ortes Klosterlausnitz angesehen werden. 1152 war die Grundsteinlegung für eine Kirche im romanischen Baustil.
1212 zerstörte ein Feuer die Kirche, sie wurde bis 1217 wiederaufgebaut. 1219 folgte die Errichtung einer Kapelle auf dem Kirchhof und 1379 die Errichtung eines Siechenhauses des Klosters mit Nikolauskapelle oberhalb des Klosterteiches.
Aufgrund der Reformation kam es 1526 zur Aufhebung des Klosters. Im Laufe der Zeit verfiel die Kirche des Frauenstifts.
Der östliche Teil wurde 1617 vom baufälligen Kirchenschiff getrennt und als Dorfkirche ausgebaut. 1792 wurde über dem als Dorfkirche genutzten Querschiff ein dem romanischen Baustil fremder Turm errichtet; im Jahr 1856 wurde er abgetragen. Auch wurden bis zum 18. Jahrhundert das Hauptschiff und die baufälligen Klostergebäude abgetragen. Es stand nur noch der hintere Ostteil der Kirche mit dem Altarraum. Schließlich musste 1857 auch die verbliebene Dorfkirche wegen Bauschäden geschlossen werden.
Von 1863 bis 1866 wurde eine Kreuzbasilika mit zweitürmigem Westwerk nach den Plänen des Architekten Ferdinand von Quast wieder aufgebaut: 1863 war die Grundsteinlegung und die Kirchweihe am 31. Oktober 1866.
Die Kirche kostete damals 123.000 Mark. Da die Gemeinde nicht über die finanziellen Möglichkeiten für den Wiederaufbau verfügte, übernahm Ernst I. von Sachsen-Altenburg diese und künftige Baulasten für die Kirche. In dieser Rechtsnachfolge sanierte das Land Thüringen die Kirche und übereignete 2003 das Gebäude der Kirchgemeinde.
Seit 1966 steht das Restaurationsbauwerk unter Denkmalschutz. Zwischen 1992 und 2000 wurde das Kirchendach neu geschiefert. In den Jahren 1989 bis 2003 wurden die Statik und die Obergaden erneuert. 2009 stand eine Orgelreinigung an, und 2011 wurden die 108 Kirchenbänke restauriert.
Die Kirchgemeinde realisierte zwischen 2003 und 2008 mit Hilfe der Restauratoren Christiane Opitz und Thomas Bermig die denkmalschutzgerechte Restaurierung des Kirchen-Innenraums. Im Jahr 2016 wurde das Jubiläum „150 Jahre Wiedereinweihung der Kirche“ gefeiert.

## Baubeschreibung

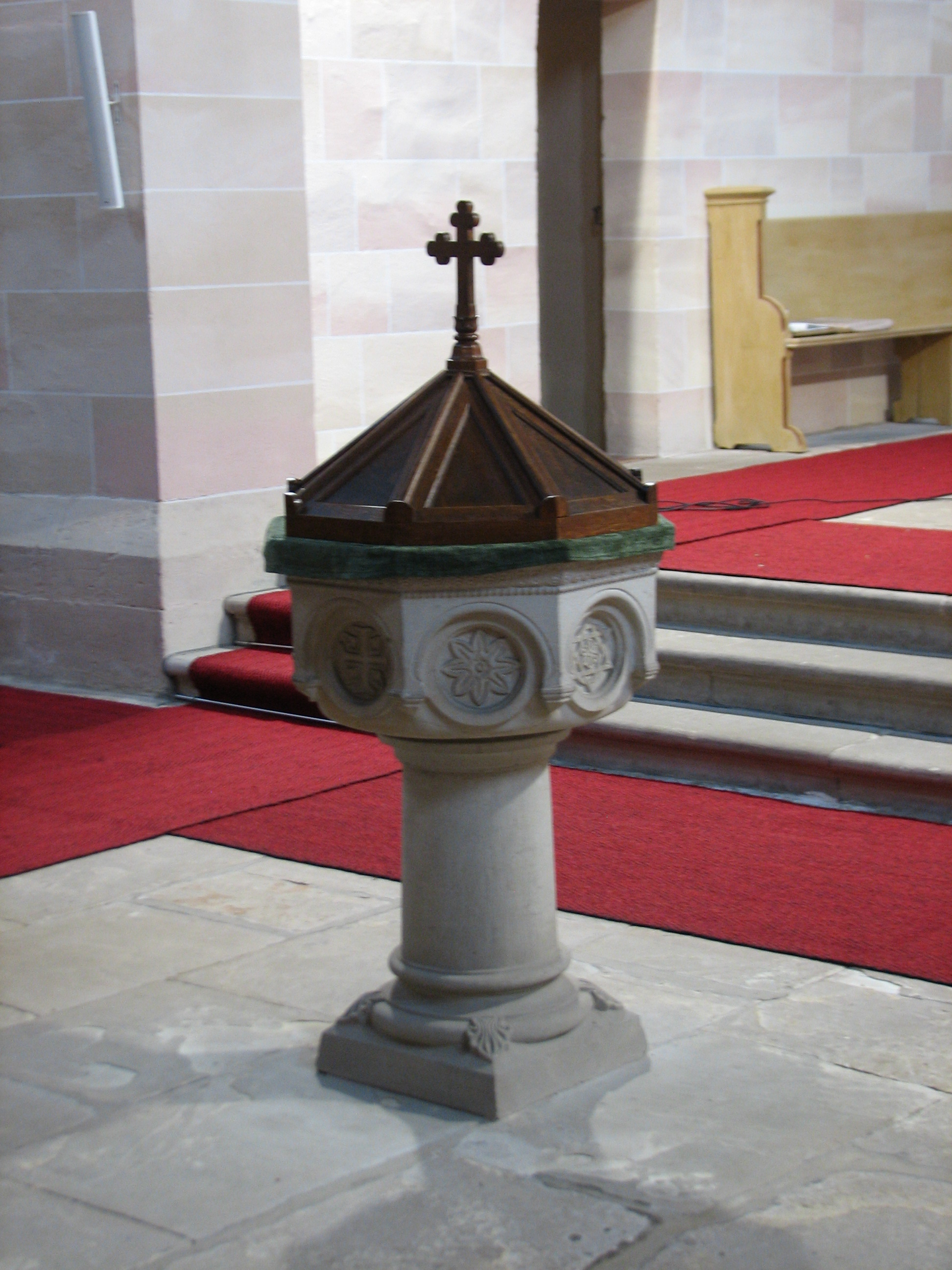
Taufstein

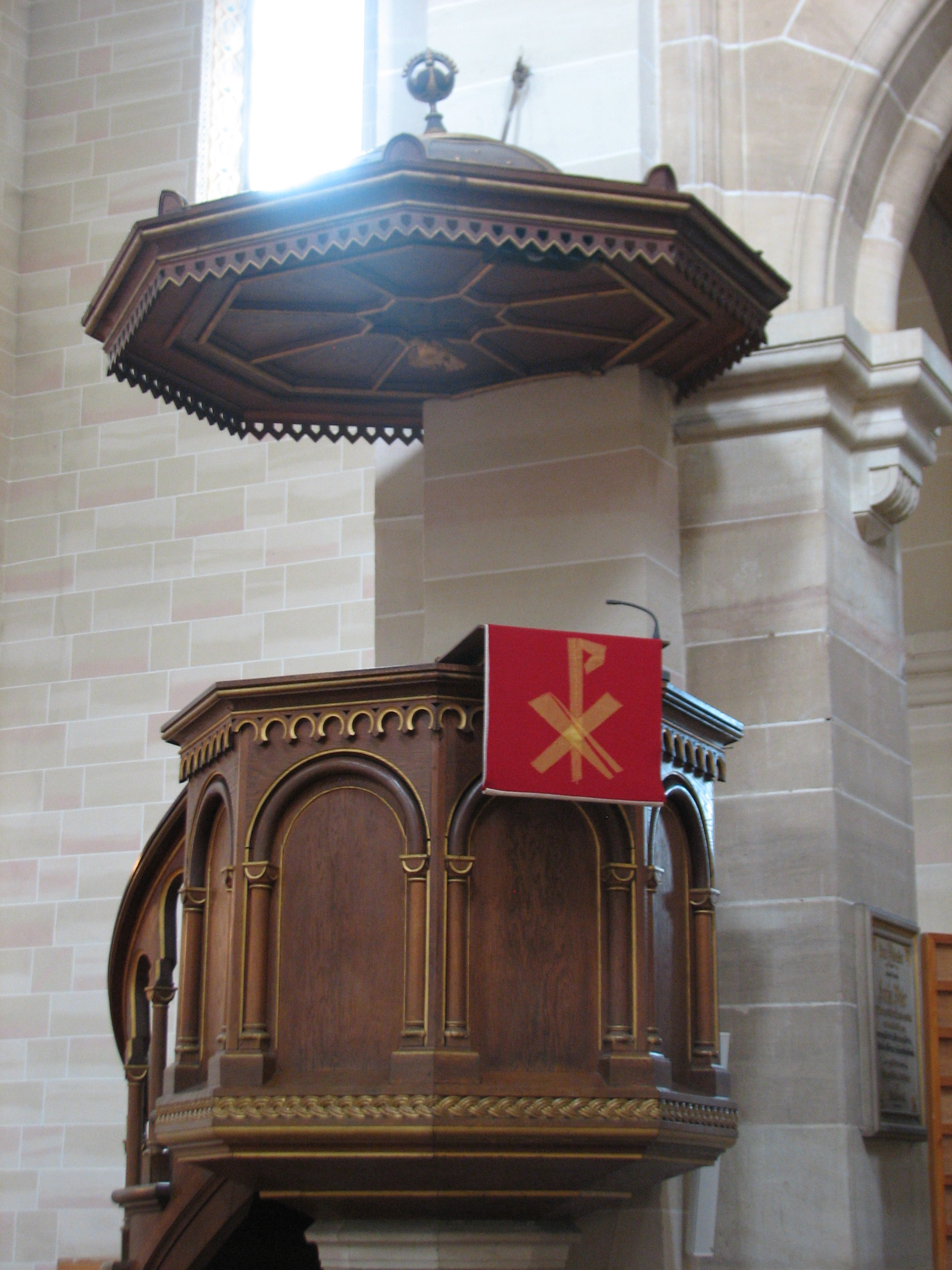
Kanzel

Der 48 Meter lange Kirchenbau im Stile einer romanischen Pfeilerbasilika mit seinen beiden, je 37 Meter hohen Türmen ist der optische Mittelpunkt des Ortes und überragt ihn weithin sichtbar.
Die heutige Klosterkirche, in den Jahren von 1863 bis 1866 errichtet, ist ein kleinerer Nachbau der Kirche des einstigen Augustiner Chorfrauenstifts Lausnitz unter Nutzung noch erhaltener Substanz und nach bestem Wissen von sakraler Baukunst des 12. Jahrhunderts.
Preußens Landeskonservator und Architekt Alexander Friedrich von Quast schuf dieses kirchenhistorisch bedeutsame sakrale Bauwerk, dessen Ursprung rund 900 Jahre zurückliegt. Als Gestaltungs-Vorbilder dienten ihm zwei etwa zur gleichen Zeit gebaute Basiliken: das Kloster Paulinzella und das Kloster Thalbürgel.
Die Bausubstanz des Altarraums mit Apsis und des Querschiffes sind weitestgehend im Original erhalten. Das dreischiffige Langhaus mit Arkaden und die Türme wurden auf den romanischen Grundmauern frei rekonstruiert. Einzelne bauplastische Details wie die rechteckigen Pfeiler des Langhauses mit den vorgelegten Halbsäulen für die Unterzüge der Arkaden sind Fundstücken nachgebildet.

## Ausstattung
Das bedeutendste erhaltene Ausstattungsstück ist ein überlebensgroßes, leicht geschwungenes Kruzifix im Chor mit langem, reich gefaltetem Lendentuch, das auf 1235/40 datiert wird und das älteste Zeugnis aus dieser Zeit ist. Es war vermutlich früher ein Teil einer größeren Kreuzigungsgruppe.

## Orgel

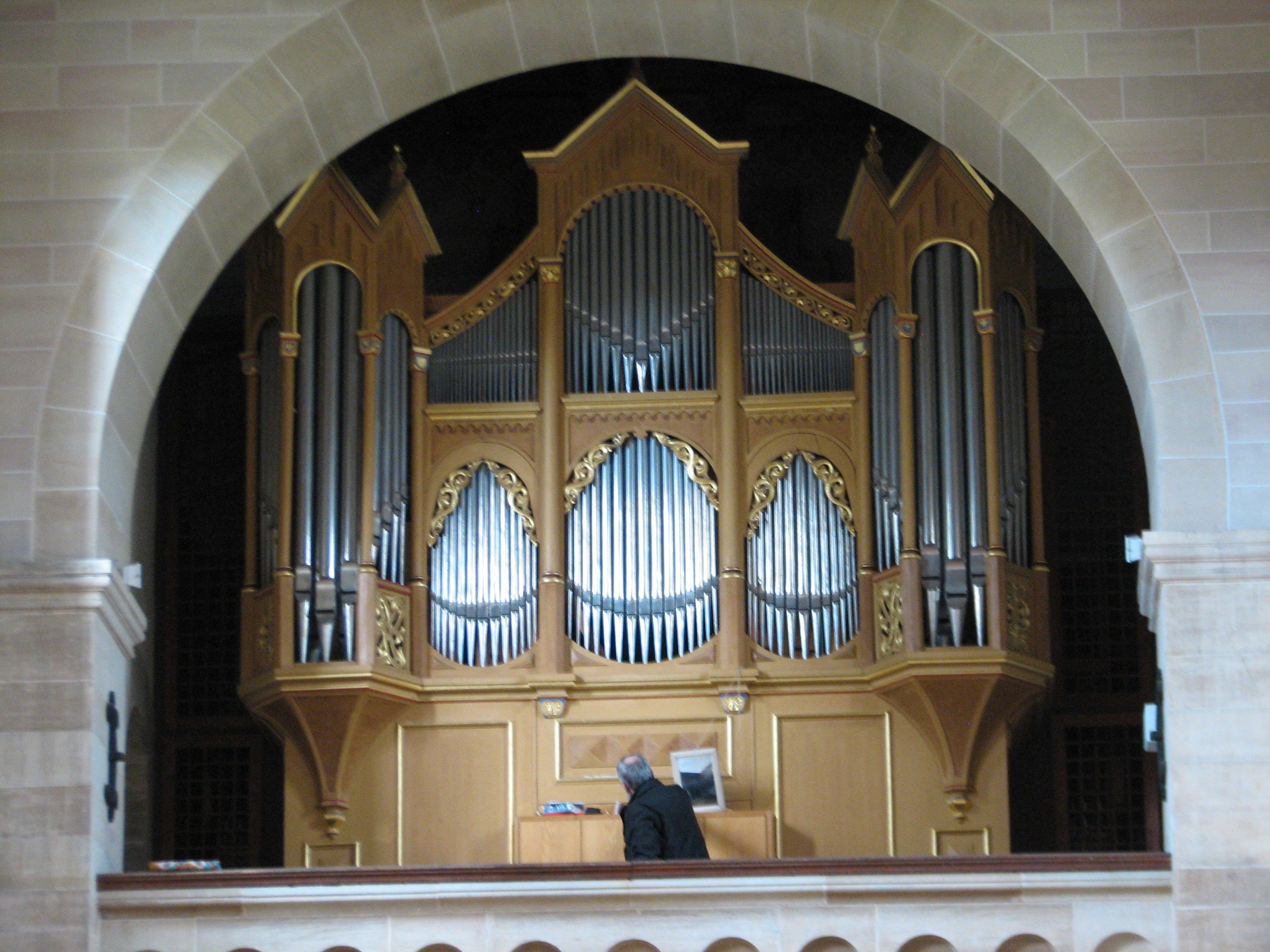
Im Gehäuse der Poppe-Orgel (1866) ist seit 1985 die Orgel von Gerhard Böhm zuhause (Foto: Pfingsten 2021)

Die erste Orgel wurde 1866 von Ernst Poppe & Sohn gebaut. Am 3. November 1985 wurde die neue Orgel – im restaurierten Gehäuse der Poppe-Orgel – von Gerhard Böhm aus Gotha geweiht. Die Schleifladen-Orgel hat 25 Register, verteilt auf 2 Manuale und Pedal. Ton- und Registertraktur sind mechanisch. Die Disposition lautet wie folgt:
| I Hauptwerk C–g3 |            |
| Pommer           | 16′        |
| Principal        | 8′         |
| Koppelflöte      | 8′         |
| Octave           | 4′         |
| Spitzflöte       | 4′         |
| Waldflöte        | 2′         |
| Rauschpfeife II  | 2 ⁄3' + 2' |
| Mixtur IV-V      |            |
| Solocymbel II    |            |
| Trompete         | 8′         |

| II Hinterwerk C–g3 |    |
| Weitgedackt        | 8′ |
| Principal          | 4′ |
| Rohrflöte          | 4′ |
| Octave             | 2′ |
| Superoctave        | 1' |
| Sesquialtera III   |    |
| Scharff III-IV     |    |
| Krummhorn          | 8' |
| Tremulant          |    |

| Pedalwerk C–f1  |     |
| Principal       | 16′ |
| Subbaß          | 16′ |
| Octavbaß        | 8′  |
| Gedacktbaß      | 8′  |
| Gemshorn        | 4′  |
| Choralmixtur IV |     |
| Trompete        | 8′  |

- Koppeln:
  - Normalkoppeln: II/I, I/P, II/P

Die ursprüngliche Poppe-Orgel von 1866 erklingt restauriert seit September 2001 in der Marienkirche zu Crawinkel, nachdem sie seit 1984 eingelagert war.

## Geläut
Die Kirche Klosterlausnitz hatte traditionell drei Kirchenglocken. Im Zweiten Weltkrieg mussten zwei von ihnen, die große und die kleine Glocke, als Metallspende des deutschen Volkes abgegeben werden.
Es verblieb somit die mittlere Glocke: Sie wurde im Jahr 1617, ein Jahr vor Beginn des Dreißigjährigen Krieges 1618-1648, von Melchior Moeringk in Erfurt in Bronze gegossen. Ihr unterer Durchmesser beträgt 89 Zentimeter, ihr Gewicht beträgt 450 Kilogramm, die Tonhöhe ist a′. Ihre Inschrift lautet: „Ehre sei Gott in der Höhe und Friede auf Erden und den Menschen ein Wohlgefallen – Anno 1617 goss mich Melchior Moeringk zu Erfurt im Namen Gottes“ sowie der lateinische Zusatz „Verbum Dei manet in aeternum“ (Das Wort Gottes bleibet in Ewigkeit).
1949 kam eine kleine Glocke als private Spende hinzu: Diese stammt aus der Kirche zu Caaschwitz und wurde dort wegen der Anschaffung eines Gussstahlgeläutes im Jahr 1921 nicht mehr gebraucht. Zunächst erwarb sie der Rittergutsbesitzer zu Caaschwitz, dem sie 1949 Anna Prüfer (geb. Dämmrich, die Mutter des späteren Köppenwirtes Fritz Prüfer) für die Kirche Klosterlausnitz abkaufte (der Kaufpreis soll 3.000 Mark betragen haben). Diese kleine Bronze-Glocke, von der Gießer und Gussjahr unbekannt sind, misst am unteren Durchmesser 71 Zentimeter, wiegt 250 Kilogramm und hat die Tonhöhe C′′. Als ursprüngliche Taufglocke trägt die Inschrift: „Lasset die Kindlein zu mir kommen und wehret ihnen nicht, denn solcher ist das Reich Gottes.“
Aufgrund einer dreijährigen Spendensammlung konnte im Jahr 1970 eine neue große Glocke in Auftrag gegeben werden. Sie wurde in Apolda von der Glockengießerei Franz Schilling gegossen. Sie besteht aus Bronze, ihr unterer Durchmesser beträgt 115 Zentimeter, ihr Gewicht 800 Kilogramm, die Tonhöhe ist f′. Ihre Inschrift lautet: „O Land, Land, Land, höre des Herren Wort.“ Fotos dieser Glocke legen die Vermutung nahe, dass Horst Jährling aus Weimar die künstlerische Beschriftung dieser Glocke schuf. Am 27. Mai 1970 wurde sie von der Glockengießerei in Apolda per Lastkraftwagen nach Bad Klosterlausnitz transportiert und am 31. Mai 1970 geweiht.

## Evangelische Pfarrer der Kirche Klosterlausnitz
- Hieronymus Albrecht,  1529-1540
- Johann Rippel (Tippel, Zippel?), 1540-1554
- Christoph Laur(entius), 1558-1601
- Samuel Röder (Reter?), 1558-1601
- Jacob Schumann, 1601-1612
- Gottfried Zorn, 1612-1617
- Andreas Steiner, 1617-1624
- Jeremias Schröter, 1624-1627
- Caspar Günther, 1628-1681
- Jacob Günther, 1672-1678
- Christian Flößer, 1678-1681
- Gottfried Schumann, 1712-1714
- Johann Drese (Drüse, Dräse?), 1714-1723
- Heinrich Friedrich, 1723-1726
- Johann Christoph Serfling, 1727-1732
- Samuel Friedrich Müller, 1732-1741
- Johann Franziscus Berlet, 1742-1751
- Quodvultdeus Matthäus Franziscus Berlet, 1747-1772
- Jacob Hedschold, 1772-1809
- Friedrich August Hammer, 1806-1809
- Gottlob Ernst Eberhard, 1830-1869
- Reinhold Starke, 1869-1872
- Paul Hermann Eckardt, 1889-1890
- Carl Gottwert Müller, 1890-1911
- Emil Theodor Lunderstädt, 1893-1894
- Reinhold Hermann Hertzsch, 1895-1897
- Hermann Theodor Hüttenrauch, 1912-1921
- Karl Alfred Schulze, 1922-1942
- Friedrich Rux, 1935
- Friedrich August Victor, 1936
- Friedrich Bernhard Erich Dies, 1936
- Hans Helmut Wolfgang Rahaus, 1942
- Karl August Keil, 1943-1945
- Johannes August Bernhard Boeck, 1945-1947
- Johannes Albert Kerstner, 1952
- Rudolf Letz, 1954-1959
- Fritz Thomas, 1959-1966
- Otto Ernst Ludwig Besser, 1967-1992
- Kersten Jürgen Borrmann, 1994-?[8][9][10]
- Sophie Kersten, seit 2020[11][12]

## Varia
- 2013 wurde der Verein zur Förderung der Kirchenmusik in Bad Klosterlausnitz e. V. gegründet.